# Okba Hezil
Okba Hezil (en arabe : عقبة حزيل) est un footballeur algérien né le 5 mai 1988 à Batna. Il évoluait au poste de défenseur.

## Biographie
Hezil commence sa carrière avec les jeunes du club de sa ville natale, le MSP Batna. Avec Batna, il inscrit un but en championnat, le 19 mai 2010, lors de la réception de la JSK (victoire 1-0).
Le 25 juin 2011, Hezil signe un contrat de trois ans avec la JS Kabylie. Le 16 juillet 2011, il fait ses débuts sous ses nouvelles couleurs, en étant titularisé lors d'un match de phase de groupes de la Coupe de la confédération 2011 contre le Maghreb de Fès (défaite 1-0). Hezil joue un total de quatre matchs dans cette compétition.
Okba Hezil dispute un total de 31 matchs en première division algérienne (25 avec Batna et six avec la JSK).

## Palmarès
MSP Batna
- Championnat d'Algérie D2 :
  - Vice-champion : 2007-08.